# Глухівський завод «Електропанель»
Глухівський завод «Електропанель» — промислове підприємство у місті Глухів Сумської області.

## Історія
Підприємство було створено відповідно до шостого п'ятирічного плану розвитку народного господарства СРСР і введено в експлуатацію 5 червня 1960 року як Глухівський електроапаратний завод «Електропанель». Основною продукцією заводу стали панелі управління електротехнічними установками для транспорту та електротехнічних підприємств. У вересні 1960 року на заводі працювало 185 працівників. Потужність виробництва складала 0,5 млн. крб. на рік. У 1980 році – 1150 чол., а потужність склала 16 млн. крб. 
У радянські часи завод був одним із провідних підприємств міста, на балансі підприємства знаходилися об'єкти соціальної інфраструктури.
У 1980-ті роки на заводі виник музичний гурт «Риф» (надалі, під назвою «Листопад» вона успішно виступала на міському рівні, а також неодноразово брала участь на конкурсах та рок-фестивалях у Глухові та Курську) .
Після проголошення незалежності України завод став одним із провідних виробників низьковольтного електрообладнання для гірничодобувних, металургійних, машинобудівних та нафтовидобувних підприємств та інших галузей промисловості.
У травні 1995 року Кабінет міністрів України ухвалив рішення про приватизацію заводу протягом 1995 року .
У 1998 році підприємство було перетворено на відкрите акціонерне товариство .
2000 року завод увійшов до складу концерну «Укрросметал» . В 2004 році завод отримав сертифікат міжнародної системи менеджменту якості ISO 9001:2010.
В 2006 році завод входив до числа найбільших діючих підприємств міста Глухова, основною продукцією на цей час були пульти і шафи керування для компресорних установок. Крім того, завод освоїв виробництво твердопаливних котлів.
У 2015 році завод розширив номенклатуру своєї продукції: було освоєно виробництво переносних дизель-генераторів АД-12 (потужністю 12 кВт) та АД-15 (потужністю 15 кВт) .